# 旧赤穂塩務局網干出張所庁舎
旧赤穂塩務局網干出張所庁舎（きゅうあこうえんむきょくあぼししゅっちょうじょちょうしゃ）は、兵庫県姫路市網干区にある歴史的建造物。兵庫県の郷土史によると建築年は1900年頃（明治33年）だが、設計年に関しては資料なしと記載されている。2009年（平成21年）に、経済産業省より「旧赤穂塩務局網干出張所」として近代化産業遺産に認定された。現在は東京電機工業株式会社に敷地内に存在する。

## 建築様式
玄関軒下の持ち送りやその上にある通気口の下の装飾に洋風建築の意匠が見られる。外壁はドイツ下見という手法で作られている。

## 交通アクセス
- 山陽電鉄網干線山陽網干駅 徒歩13分

## 周辺施設
- あぼしまち交流館
- 旧網干銀行本店
- ダイセル異人館
- 丸亀藩網干陣屋